# 高體齧脂鯉
高體齧脂鯉，為輻鰭魚綱脂鯉目脂鯉亞目脂鯉科齧脂鯉屬的其中一個種，該物種分布於南美洲巴西委內瑞拉Salado河流域，體長可達6.8公分，棲息在底中層水域，生活習性不明。